# BTV Cup
La BTV Cup, o Binh Duong Television Cup o aún Number One BTV Cup, es un torneo amistoso internacional disputado anualmente en el Go Dau Stadium, en la ciudad de Binh Duong, estadio del club vietnamita Becamex Bihn Duong. Participan en este torneo equipos de Vietnam y de varios países del mundo.

## Palmarés
| Año  | Campeón                 | Subcampeón              |
| ---- | ----------------------- | ----------------------- |
| 2000 | Cang Sai Gon            | Ho Chi Minh City Police |
| 2001 | Ho Chi Minh City Police | Cang Sai Gon            |
| 2002 | Becamex Binh Duong      | Dong A Bank             |
| 2003 | Becamex Binh Duong      | Dong Tam Long An        |
| 2004 | Dong Tam Long An        | Suwon City              |
| 2005 | Becamex Binh Duong      | Dong Tam Long An        |
| 2006 | Busan Kyotong           | Becamex Binh Duong      |
| 2007 | Matsubara               | Becamex Binh Duong      |
| 2008 | SHB Da Nang             | Becamex Binh Duong      |
| 2009 | Duque de Caxias         | Dong Tam Long An        |
| 2010 | Dong Tam Long An        | Matsubara               |
| 2011 | Matsubara               | Becamex Binh Duong      |
| 2012 | Becamex Binh Duong      | Vietnam                 |
| 2013 | Becamex Binh Duong      | Vietnam                 |
| 2014 | Universidad de Corea    | Dong Tam Long An        |
| 2015 | Bangu                   | Universidad de Corea    |
| 2016 | Shonan Bellmare         | SHB Da Nang             |
| 2017 | Becamex Bình Dương      | Vasco da Gama B         |

## Títulos por equipo
| Club                    | Títulos | Subtítulos | Años campeón                       |
| ----------------------- | ------- | ---------- | ---------------------------------- |
| Becamex Binh Duong      | 6       | 4          | 2002, 2003, 2005, 2012, 2013, 2017 |
| Dong Tam Long An        | 2       | 5          | 2004, 2010                         |
| Matsubara               | 2       | 1          | 2007, 2011                         |
| Cang Sai Gon            | 1       | 1          | 2000                               |
| SHB Da Nang             | 1       | 1          | 2008                               |
| Shonan Bellmare         | 1       | 1          | 2016                               |
| Universidad de Corea    | 1       | 1          | 2014                               |
| Ho Chi Minh City Police | 1       | 0          | 2001                               |
| Busan Kyotong           | 1       | 0          | 2006                               |
| Duque de Caxias         | 1       | 0          | 2009                               |
| Bangu                   | 1       | 0          | 2015                               |

## Títulos por país
| País          | Títulos | Subtítulos |
| ------------- | ------- | ---------- |
| Vietnam       | 11      | 14         |
| Brasil        | 4       | 2          |
| Corea del Sur | 2       | 2          |
| Japón         | 1       | 0          |

- Datos: Q4391274